# Хундун
Хунту́н (кит. упр. 洪洞, пиньинь Hóngtóng) — уезд городского округа Линьфэнь провинции Шаньси (КНР).

## История
При империи Цинь был образован уезд Янсянь (杨县); кроме того, часть современного уезда Хунтун вошла в состав уезда Чжисянь (彘县). Во времена диктатуры Ван Мана Янсянь был переименован в Няньтин (年亭县), а Чжисянь — в Хуанчэн (黄城县), но при империи Восточная Хань уездам были возвращены прежние названия, а в 134 году уезд Чжисянь был переименован в Юнъань (永安县). При империи Суй в 617 году уезд Янсянь был переименован в Хунтун, а из уезда Юнъань был выделен уезд Чжаочэн (赵城县). При империи Сун в 1072 году уезд Чжаочэн был присоединён к уезду Хунтун, но в 1080 году воссоздан.
В 1949 году был создан Специальный район Линьфэнь (临汾专区), и уезды вошли в его состав. В 1954 году уезды Хунтун и Чжаочэн были объединены в уезд Хунчжао (洪赵县).
В 1954 году Специальный район Линьфэнь был объединён со Специальным районом Юньчэн (运城专区) в Специальный район Цзиньнань (晋南专区). В 1958 году уезд Хунчжао был переименован в Хунтун.
В 1970 году Специальный район Цзиньнань был расформирован, а вместо него образованы Округ Линьфэнь (临汾地区) и Округ Юньчэн (运城地区); уезд вошёл в состав округа Линьфэнь.
В 2000 году постановлением Госсовета КНР округ Линьфэнь был преобразован в городской округ Линьфэнь.

## Административное деление
Уезд делится на 9 посёлков и 7 волостей.